# Madison/Wabash (métro de Chicago)
Madison/Wabash est une ancienne station du métro de Chicago sur le côté est de l'Union Loop et située au-dessus du croisement de Wabash Avenue et de Madison Street. La station se trouve dans le quartier du Loop. Elle a été remplacée par Washington/Wabash.

## Historique
La station a été ouverte le 8 novembre 1896 sur le réseau de Lake Street Elevated avant d’être intégrée en octobre 1897 dans l’Union Loop.
En 1900, une passerelle fut construite au-dessus des quais afin de pouvoir passer de l’un à l’autre sans passer par la voirie avant que celle-ci ne soit déplacée en 1930, sous les quais en même temps qu’une salle des guichets commune aux deux directions.
La station a subi plusieurs remises à neuf mais sans que sa structure ou que ses éléments d’origines ne soient changés.

### Fermeture de la station
La station Madison/Wabash comme celle de Randolph/Wabash ont font l’objet de projets de la part de la ville de Chicago et de la CTA afin qu'elles soient supprimées toutes les deux au profit d'une nouvelle station plus fonctionnelle.
Cela permit aussi de limiter le nombre de stations à deux sur le côté est du Loop comme sur ses autres flancs. La nouvelle station se situe au-dessus du croisement de Washington street et Wabash Avenue ; elle porte vraisemblablement le nom de Washington/Wabash. Madison/Wabash a été la première station à être fermée tandis que Randolph/Wabash reste en fonction jusqu’à l’ouverture de la nouvelle station.
Les détails du projet sont déterminés une fois la conception terminée et les travaux en attente de financement ont débuté en 2017.

## Dessertes
Cinq lignes desservent la station : la ligne brune dans le sens inverse des aiguilles d’une montre sur la voie extérieur du Loop et par les lignes mauve (en heure de pointe), orange, rose dans le sens horlogique sur la voie intérieure du Loop et la ligne verte circulant dans les deux sens.
| Madison/Wabash |                    |        |                  |          |
| Départ         | Station précédente | Lignes | Station suivante | Terminus |
|                | Adams/Wabash       | █      | Randolph/Wabash  |          |
|                | Randolph/Wabash    | █      | Adams/Wabash     |          |
|                | Randolph/Wabash    | █      | Adams/Wabash     |          |
|                | Randolph/Wabash    | █      | Adams/Wabash     |          |
|                | Randolph/Wabash    | █      | Adams/Wabash     | -        |

## Correspondances
Avec les bus de la Chicago Transit Authority :
- #14 Jeffery Express
- #20 Madison (Owl Service)
- #56 Milwaukee
- #60 Blue Island/26th (Owl Service)
- #124 Navy Pier
- #157 Streeterville